# Pankae Phongarn
Pankae Phongarn (Thai: เพ็ญแข โพธิ์งาม; * um 1940) ist eine ehemalige thailändische Badmintonspielerin. 

## Sportliche Karriere
In ihrer Heimat siegte sie erstmals 1960 bei den thailändischen Meisterschaften im Mixed mit Narong Bhornchima. Ein Jahr später gewann sie erstmals im Doppel mit Sumol Chanklum. 1962 siegte sie noch einmal im Mixed mit Chavalert Chumkum. 1961 feierte sie ihren größten sportlichen Erfolg mit dem Gewinn der Goldmedaille bei den Südostasienspielen im Mixed mit Raphi Kanchanaraphi.

## Sportliche Erfolge
| Saison | Veranstaltung               | Disziplin   | Platz | Name                                  |
| ------ | --------------------------- | ----------- | ----- | ------------------------------------- |
| 1960   | Thailändische Meisterschaft | Mixed       | 1     | Narong Bhornchima / Pankae Phongarn   |
| 1961   | Thailändische Meisterschaft | Damendoppel | 1     | Sumol Chanklum / Pankae Phongarn      |
| 1961   | Südostasienspiele           | Mixed       | 1     | Raphi Kanchanaraphi / Pankae Phongarn |
| 1962   | Thailändische Meisterschaft | Mixed       | 1     | Chavalert Chumkum / Pankae Phongarn   |